# Chapelle Notre-Dame-de-la-Charité d'Illescas

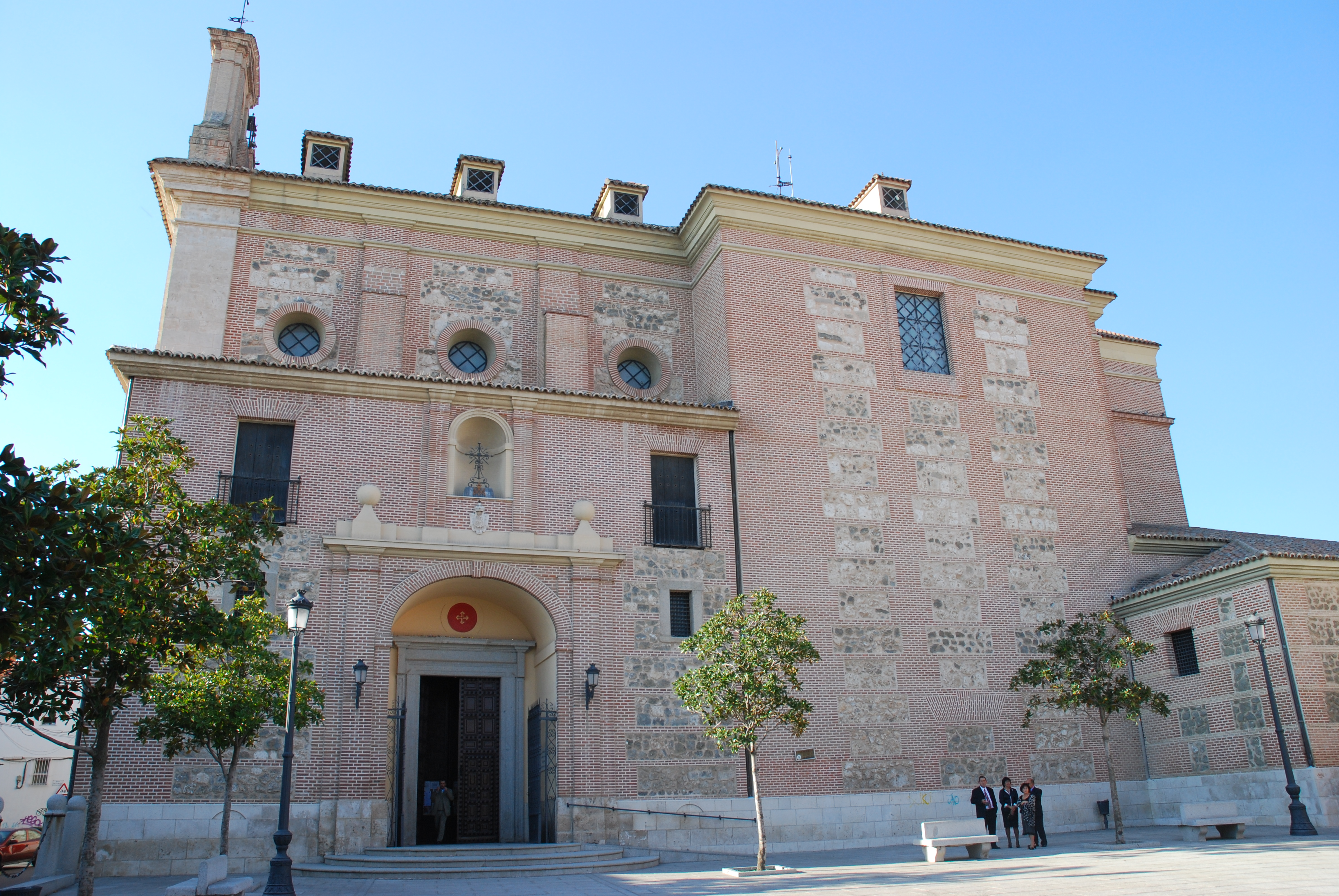
Chapelle Notre-Dame-de-la-Charité.

La chapelle Notre-Dame-de-la-Charité (capilla mayor de Nuestra Señora de la Caridad) est une église catholique d'Illescas, en Espagne dans la province de Tolède. Elle servait de chapelle à l'ancien hôpital de la Charité, construit en 1500.

## Histoire

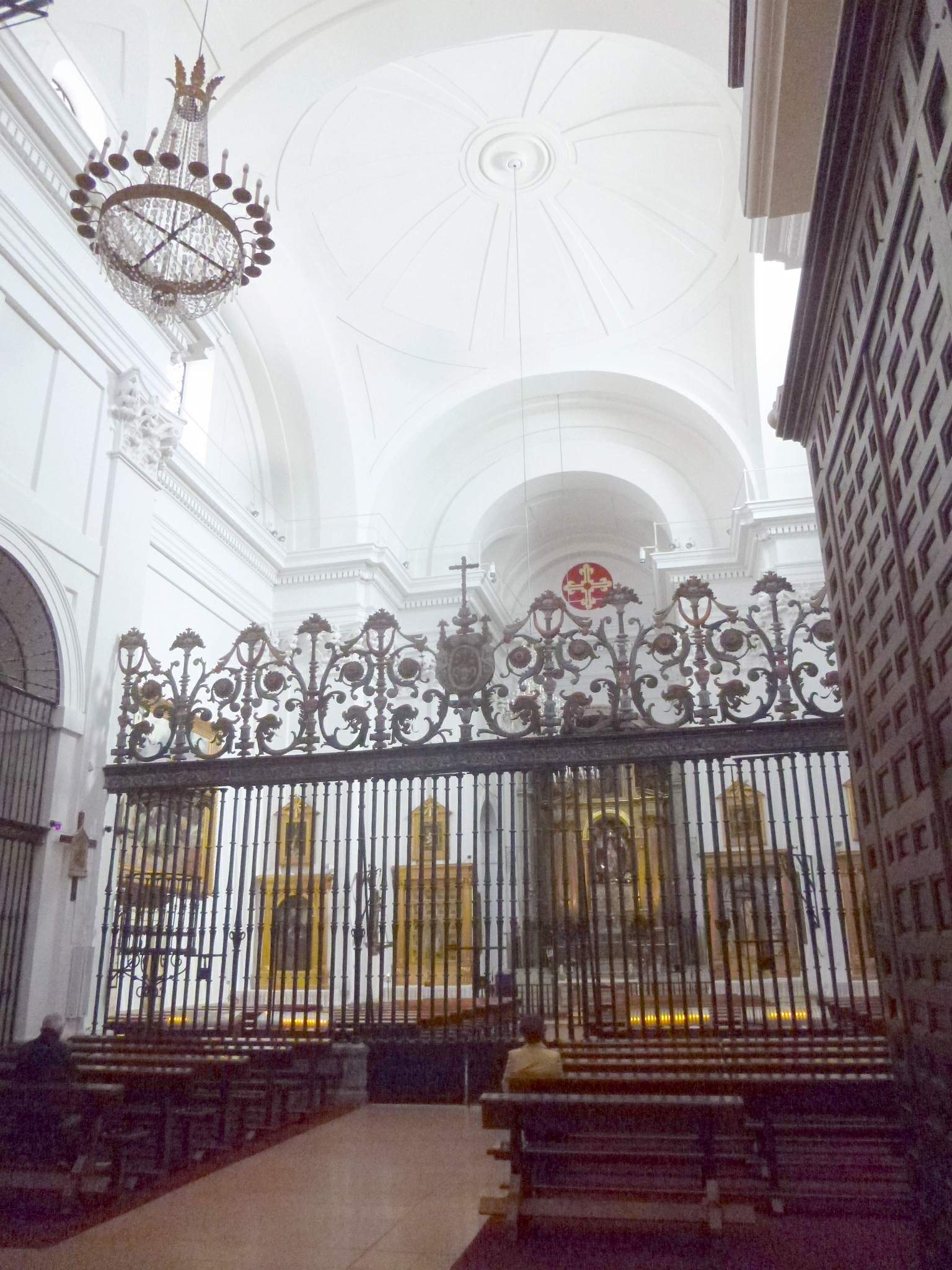
Intérieur

Le cardinal Cisneros sollicite la permission auprès de la ville d'Illescas d'élever un couvent de religieuses franciscaines à l'emplacement d'un monastère bénédictin fondé par saint Hildefonse au VIIe siècle. Le cardinal fait donc construire un hôpital avec une chapelle. L'édifice est bâti en 1500 selon les plans de Pedro de Gumiel. On trouve la Vierge de la Charité dans la chapelle à qui elle est dédiée.
Philippe II nourrissait une grande dévotion envers la Vierge de la Charité de cette chapelle, à qui il consacra plusieurs neuvaines. La reine lui rendit aussi visite, ainsi que la princesse Jeanne d'Autriche, des ducs, des comtes et des membres de la cour.
L'hôpital et sa chapelle ont été refaits entre 1588 et 1600 par Nicolás de Vergara et son frère Juan. La chapelle est en forme de croix latine et le plafond de la nef est voûté en berceau. La croisée est recouverte d'une coupole.
Le retable majeur a été réalisé par Le Greco en 1603. Le Greco a également exécuté cinq tableaux de la vie de la Vierge La Vierge de la Charité,  Le Mariage de la Vierge, L'Annonciation, La Nativité et Le Couronnement de la Vierge. Le tableau intitulé  Le Mariage de la Vierge se trouve aujourd'hui à Bucarest au Musée national d'Art de Roumanie,. Les autres tableaux de la Vierge sont conservés à l'hôpital. Le Greco peignit aussi un Saint Hildefonse, que l'on trouve à la chapelle. Enriqueta Harris a étudié la décoration de la chapelle et c'est elle qui a proposé la disposition que devaient avoir les tableaux du Greco.
On remarque aussi un tableau intitulé  Cisneros, fondateur de l'hôpital d'Illescas, œuvre de thème historique d'Alejandro Ferrant y Fischermans de 1892 qui remporta la première médaille à  l'Exposition nationale des beaux-arts de 1892,. La chapelle possède d'autres trésors, comme une statuaire intéressante, les délicates grilles de fer forgé, le carrosse processionnel de la Vierge et l'orgue baroque du XVIIe siècle.
La Vierge de la Charité est la patronne d'Illescas. La statue de la Vierge de la Charité a été couronnée canoniquement le 12 octobre 1955 par le cardinal Plá, primat d'Espagne.

## Illustrations

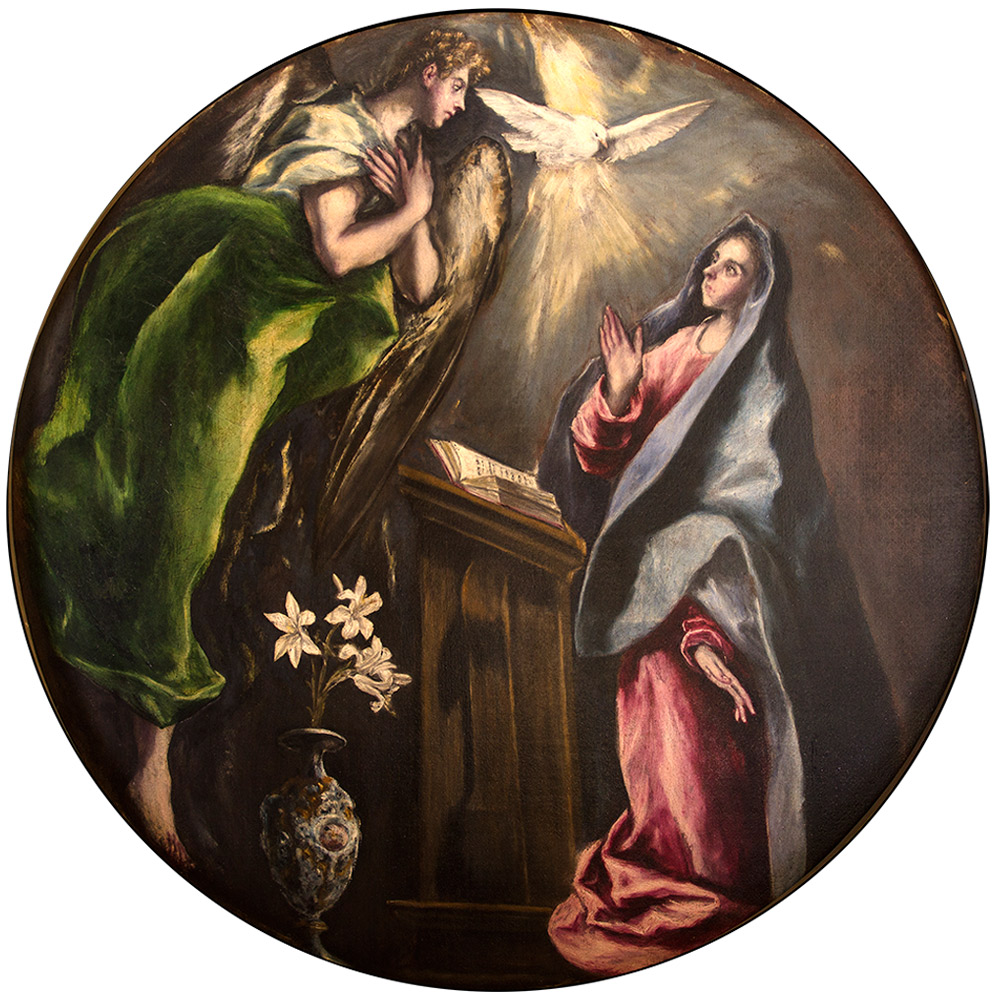
L'Annonciation. El Greco.
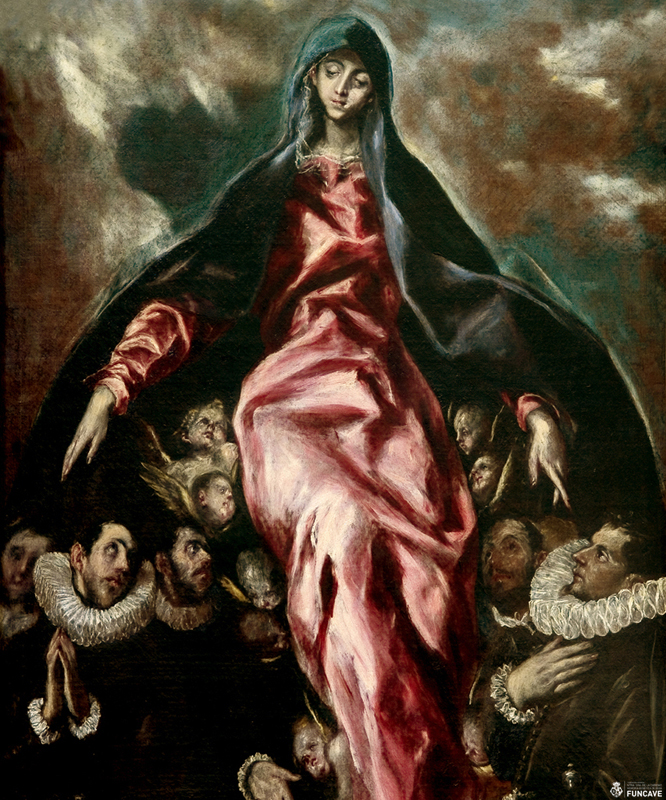
La Vierge de la Charité. El Greco.
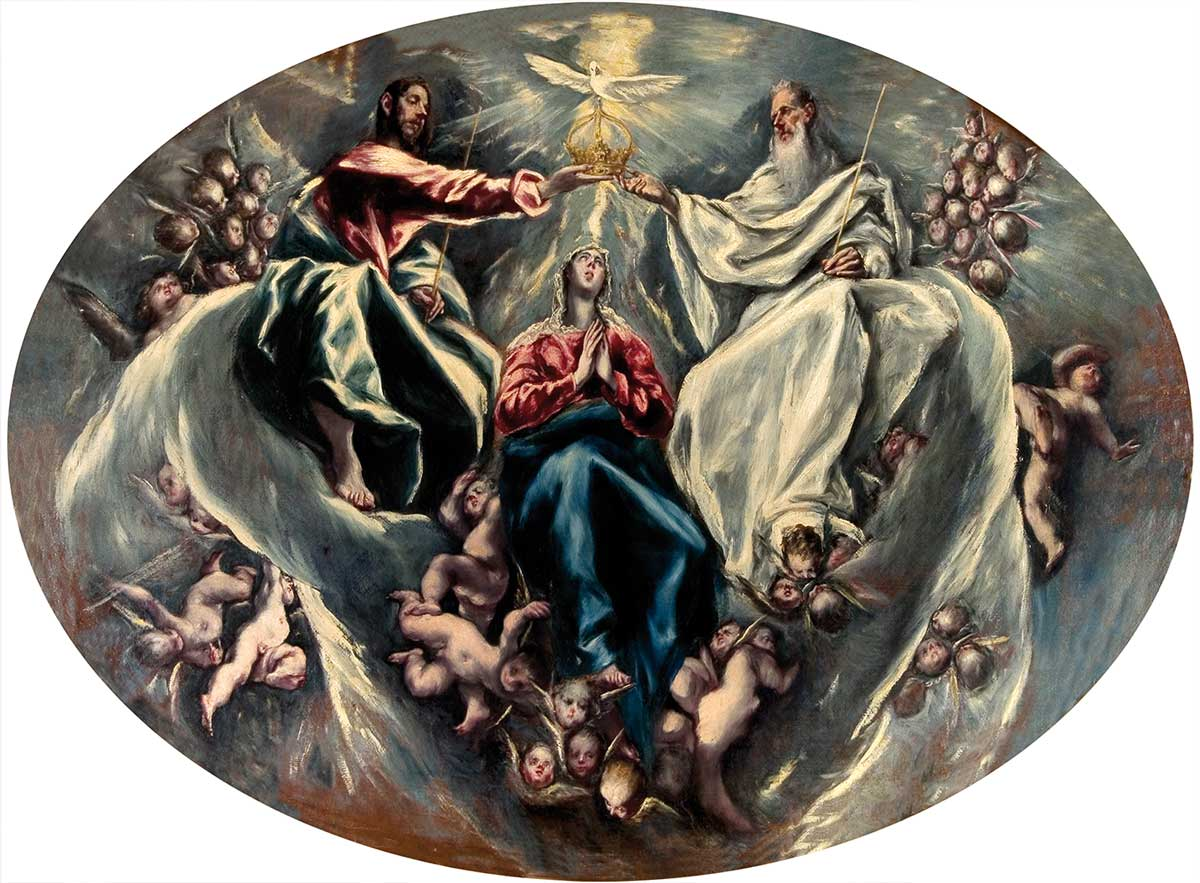
La Couronnement de la Vierge. El Greco.
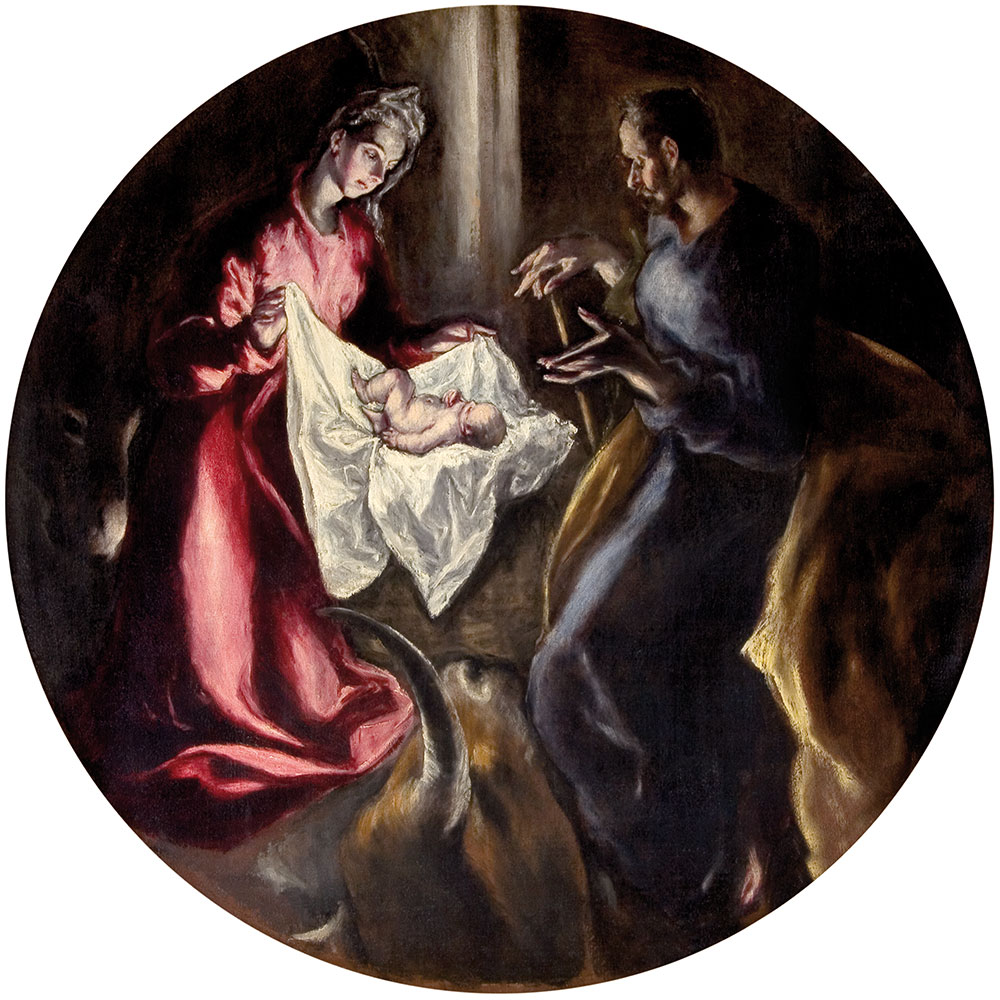
La Nativité. El Greco.
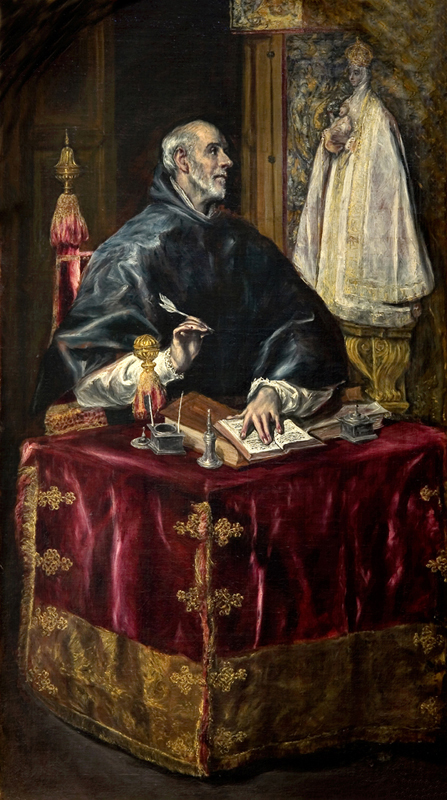
Saint Hildefonse. El Greco.
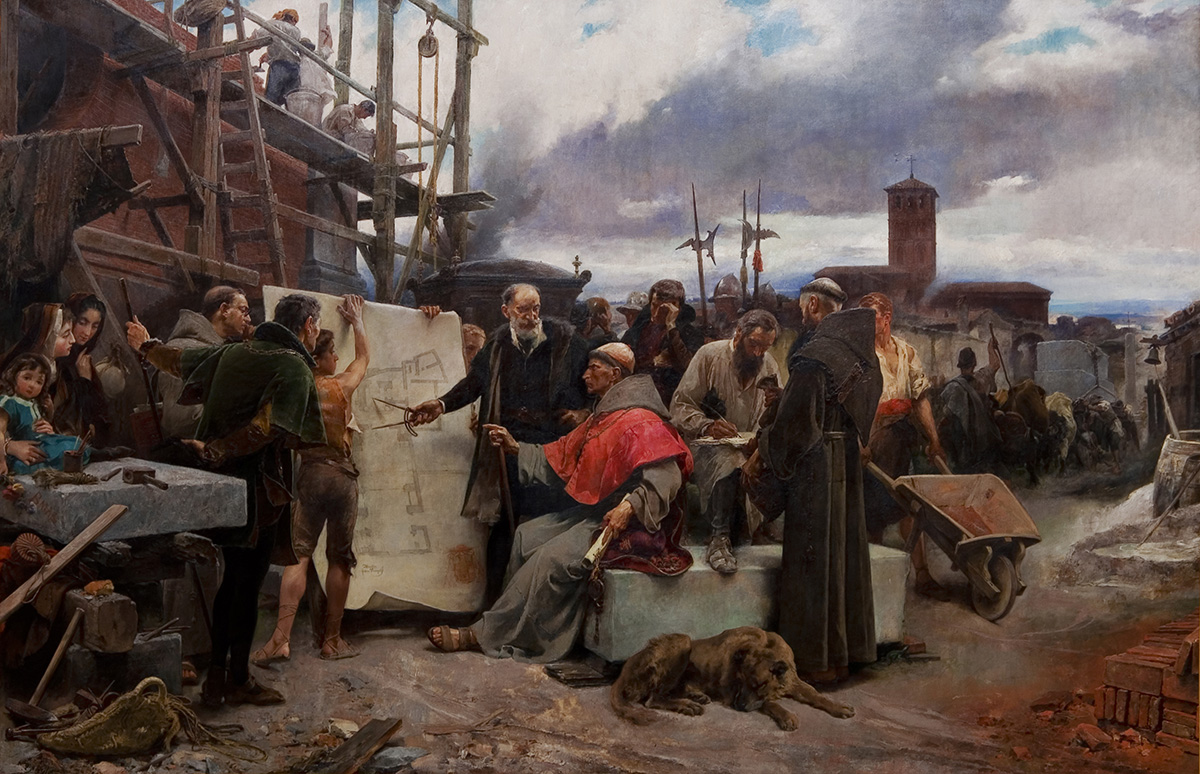
Cisneros, fondateur de l'hôpital d'Illescas. Alejandro Ferrant.